# Diécké
Diécké, o anche Djécké oppure Diéké, è un comune (in francese sous-préfecture) della Guinea, parte della regione di Nzérékoré e della prefettura di Yomou.